# Kolari (Kitchevo)
Kolari (en macédonien Колари ; en albanais Kollara) est un village de l'ouest de la Macédoine du Nord, situé dans la municipalité de Kitchevo. Le village comptait 880 habitants en 2002.

## Démographie
Lors du recensement de 2002, le village comptait :
- Albanais : 879
- Macédoniens : 1